# Elecciones estatales de Berlín Occidental de 1950
Las elecciones de Berlín Occidental del 3 de diciembre de 1950 se llevaron a cabo de nuevo fuera del ciclo de elecciones común de cuatro años. En octubre de 1950, la nueva constitución del estado entró en vigor en Berlín Occidental, lo que hizo que la elección fuera necesaria. Fue elegida por primera vez la Cámara de Representantes de Berlín (anteriormente se había elegido el Berliner Stadtverordnetenversammlung). La nueva Cámara había sido establecida por la nueva constitución berlinesa que había entrado en vigor ese mismo año.
El candidato del SPD no fue el popular alcalde Ernst Reuter, sino Franz Neumann; la CDU postuló a Walther Schreiber. El SPD experimentó grandes pérdidas en la cantidad de 19,8 puntos porcentuales, recibiendo el 44,7%, pero siguió siendo, por mucho, el partido más votado, con 61 de los 127 escaños. La CDU se elevó en 5,3 puntos porcentuales y obtuvo el 24,7% de los votos. El FDP obtuvo un resultado sorprendente, el 23,0% de los votos.
Después de la reunión inaugural de la Cámara de Representantes, Reuter y Schreiber recibieron cada uno 62 votos en la elección de alcalde, por lo que Schreiber retiró su candidatura en favor de Reuter. Una coalición CDU/SPD/FDP fue formada con Reuter como alcalde.
Esta coalición se rompió poco después de la muerte de Ernst Reuter, quien falleció el 29 de septiembre de 1953. El SPD se convirtió en la oposición, ya que la CDU (34 escaños) y el FDP (32 escaños), formaron una coalición bajo el nuevo alcalde Walther Schreiber. Era la primera vez, desde 1948, que una oposición parlamentaria era representada en Berlín.

## Resultados
Los resultados fueron:
| Elecciones de 1950 | Elecciones de 1950 | Elecciones de 1950 | Elecciones de 1950 | Elecciones de 1950 |
| ------------------ | ------------------ | ------------------ | ------------------ | ------------------ |
| Hab. inscritos     | Hab. inscritos     | 1.664.221          |                    |                    |
| Participación      | Participación      | 1.504.580          | 90,4 %             |                    |
|                    | SPD                | 654.211            | 44,7 %             | 61 escaños         |
|                    | CDU                | 361.050            | 24,6 %             | 34 escaños         |
|                    | FDP                | 337.589            | 23,0 %             | 32 escaños         |
|                    | DP                 | 53.810             | 3,7 %              | —                  |
|                    | BHE                | 31.918             | 2,2 %              | —                  |
|                    | Kons.P.            | 11.953             | 0,8 %              | —                  |
|                    | USPD*              | 9.782              | 0,7 %              | —                  |
|                    | FSU                | 4.157              | 0,3 %              | —                  |
| Total              | Total              | 1.464.470          | 100,0 %            | 127 escaños        |

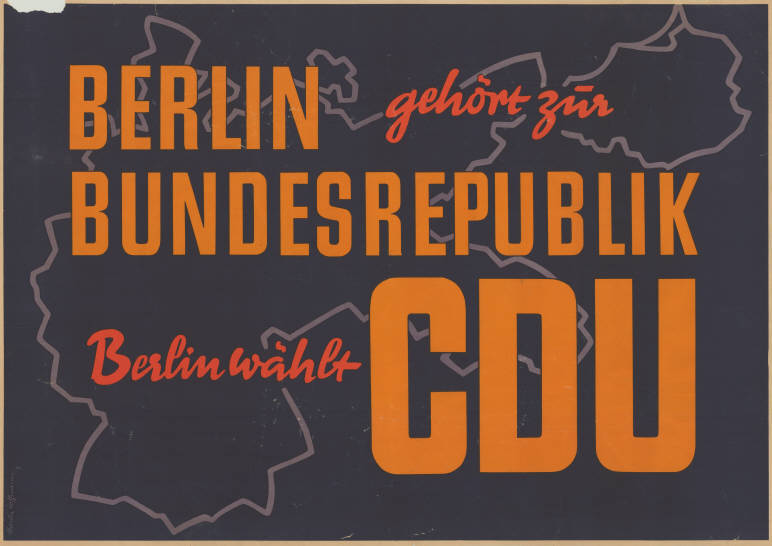
Afiche de la CDU

* Esta fue una refundación del USPD de la República de Weimar de corta existencia, denominada USPD Berlín que algunos años después se disolvió.